# Кестењастотрби гуан
Кестењастотрби гуан (лат. Penelope ochrogaster) је врста птице из рода Penelope, породице Cracidae. Живи искључиво у Бразилу, ендемит је те државе. Природна станишта су јој суптропске и тропске суве шуме и мочваре. Угрожена је губитком станишта.